# Дислалија
Дислалија је поремећај говора који се манифестује у отежаном, нетачном или поремећеном изговарању гласова услед функционалних или органских оштећења говорних органа.